# Саваренский, Евгений Фёдорович
Евгений Фёдорович Саваренский (1911—1980) — советский учёный-геофизик, доктор физико-математических наук (1950), член-корреспондент АН СССР (1966).

## Биография
Родился 18 июля 1911 года в Туле в семье Ф. П. Саваренского — впоследствии академика АН СССР.
После окончания школы учился в Московском государственном университете (1928—1930) и в Московском геологоразведочном институте (1930—1932). Будучи студентом, выезжал в составе полевых экспедиций старшим наблюдателем на поиски цветных металлов, в частности криворожской руды и на Урал. В 1932 году, после окончания вуза по специальности «сейсмометрия», был зачислен научным сотрудником отдела обработки данных Института сейсмологии Академии наук СССР. В институте в 1935 году организовал сейсмическую станцию «Москва», став её руководителем. В 1931—1933 годах работал также в Геофизическом институте Наркомзема СССР (с 1946 года — Институт физики Земли).
В годы Великой Отечественной войны, с 1941 по 1943, Саваренский заведовал сейсмической станцией «Ташкент». В 1940 году он защитил кандидатскую, а в 1949 году — докторскую диссертации и стал заведующим отделом сейсмологии Института физики Земли. В 1979 году был избран заведующим кафедрой сейсмометрии и геоакустики геологического факультета Московского университета; преподавание в МГУ начал в 1950 году в качестве профессора.
Е. Ф. Саваренский был автором более 180 научных работ. Принимал участие в организации сейсмологических институтов в разных республика СССР — Таджикской, Узбекской, Киргизской, Казахской и Армянской.
В 1955—1977 годы был председателем Совета по сейсмологии при Президиуме АН СССР.
Умер 22 января 1980 года в Москве. Похоронен на Новодевичьем кладбище (3 участок, 35 ряд). В архивах Российской академии наук имеются документы, относящиеся к Е. Ф. Саваренскому.

## Награды
- Награждён орденами Ленина (1971), Трудового Красного Знамени (1975), «Знак Почёта» (1945, 1952), а также медалями, среди которых «За доблестный труд в период Великой Отечественной войны 1941—1945 гг.» (1946) и «800-летие Москвы» (1948).
- Лауреат премии им. О. Ю. Шмидта АН СССР (1977).

## Из библиографии
- Сейсмические волны / Е. Ф. Саваренский. — Москва : Недра, 1972. — 293 с. : черт.; 22 см.

### Диссертации
- Саваренский, Евгений Фёдорович. Об углах выхода сейсмической радиации и некоторых смежных вопросах : диссертация … доктора физико-математических наук : 01.00.00. — [Б. м.], 1948. — 295 с. : ил.

### Учебные пособия
- Элементы сейсмологии и сейсмометрии / Е. Ф. Саваренский, Д. П. Кирнос. — Москва ; Ленинград : Гос. изд-во техн.-теорет. лит., 1949 (М : 16-я тип. Главполиграфиздата). — 343 с., 4 л. карт., граф. : ил., карт.; 23 см.
  - 2-е изд., перераб. — Москва : Гостехиздат, 1955. — 544 с., 4 л. граф., карт. : ил., карт.; 22 см.

### Под его редакцией
- Землетрясения в СССР / Акад. наук СССР. Совет по сейсмологии; [Отв. ред.: д-р физ.-мат. наук Е. Ф. Саваренский и др.]. — Москва : Изд-во Акад. наук СССР, 1961. — 412 с., 4 л. карт : ил., карт.; 27 см.

### Научно-популярные выступления
- Землетрясения, их причины и изучение : Стенограмма публичной лекции, прочит. в Центр. лектории О-ва в Москве / Канд. физ.-матем. наук Е. Ф. Саваренский ; Всесоюз. о-во по распространению полит. и науч. знаний. — Москва : [Правда], 1949 (тип. им. Сталина). — 24 с. : ил., карт.; 22 см.